# Атлетика на Летњим олимпијским играма 1900 — скок удаљ за мушкарце
Такмичење у скоку удаљ било је на програму атлетских дисциплина на Олимпијских игара 1900. у Паризу.
Квалификације су одржане 14. јула, а финале 15. јула, уз учешће дванаест такмичара из шест земаља. У финале се пласирало 5 првопласираних у квалификацијама.

## Земље учеснице
- Француска (1)
- Немачко царство (1}
- Уједињено Краљевство (1)
- Мађарска (2)
- САД (5)
- Шведска (2)

## Рекорди пре почетка такмичења
| Најбољи резултат на свету | 7,50 * | Мајер Принстајн | Филаделфија, САД | 28. април 1900. |
| Олимпијски рекорд         | 6,35   | Елери Кларк     | Атина Грчка      | 7. април 1896.  |

- = незванично

## Освајачи медаља
| Злато                            | Сребро                           | Бронза                       |
| Алвин Крензлајн Сједињене Државе | Мајер Принстајн Сједињене Државе | Патрик Лихи Велика Британија |

## Нови рекорди после завршетка такмичења
| Олимпијски рекорд | 7,185 | Алвин Крензлајн | Сједињене Државе | Париз, Француска | 15. јул 1900. |

## Резултати

### Квалификације
Свих дванаест стакача удаљ су се такмичили 14. јула у квалификацијама, а у финале се пласирало пет најбољих. У квалификацијама је оборен и важећи олимпијски рекорд.
| Место | Атлетичар                        | Резултат     |
| ----- | -------------------------------- | ------------ |
| 1     | Мајер Принстајн САД              | 7,175 м (ОР) |
| 2     | Алвин Крензлајн САД              | 6,930 м      |
| 3     | Алберт Деланоа Француска         | 6,755 м      |
| 4     | Вилијам Ремингтон САД            | 6,725 м      |
| 5     | Патрик Лихи Уједињено Краљевство | 6,710 м      |
| 6     | Џон Маклејн САД                  | 6,655 м      |
| 7     | Тадијус Маклејн САД              | 6,435 м      |
| 8     | Валдемар Штефен Немачко царство  | 6,300 м      |
| 9     | Ерне Шуберт Мађарска             | 6,050 м      |
| 10    | Ђула Штраус Мађарска             | 6,010 м      |
| 11    | Торе Блом Шведска                | 5,770 м      |
| 12    | Ерик Леминг Шведска              | 5,500 м      |

### Финале
Финале је одржано 15. јула у којем су се такмичила петорица првопласираних из квалификација. Принстајн је поштовао договор између Кренцлајна и њега да се не такмиче у недељу и није се такмичио у финалу у недељу 15. јула. Кренцлајн, се такмичио и постигао резултат бољи од Принстејновог олимпијског рекорда у квалификацијама првог дана и освојио злато. Принстајну је признат резултат из квалификација и заузео је друго место. Деланоа није скакао као првог дана и пао је на пето место.
| Место | Атлетичар                        | Резултат     | Квалификације |
| ----- | -------------------------------- | ------------ | ------------- |
| 1     | Алвин Крензлајн САД              | 7,185 м (ОР) | 6,930 м       |
| 2     | Мајер Принстајн САД              | НУ           | 7,175 м       |
| 3     | Патрик Лихи Уједињено Краљевство | 6,950 м      | 6,710 м       |
| 4     | Вилијам Ремингтон САД            | 6,825 м      | 6,725 м       |
| 5     | Албер Деланоа Француска          | непознато    | 6,755 м       |

НУ = није учествовао

## Биланс медаља
|   | Држава               | Злато | Сребро | Бронза | Укупно |
| - | -------------------- | ----- | ------ | ------ | ------ |
| 1 | САД                  | 1     | 1      | 0      | 2      |
| 1 | Уједињено Краљевство | 0     | 0      | 1      | 1      |
|   | Укупно (2)           | 3     | 0      | 0      | 3      |

## Занимљивости
Игре у Паризу обележили су бројни протести америчких спортиста, којима из верских разлога, није одговарало што се такмичења одржавају у недељу. У историји олимпизма остао је, тим поводом, забележен сукоб америчких атлетичара Алвина Крензлајна и Мајера Принстајна, који су се након освајања прва два места у квалификацијама скока удаљ, договорили да не наступе у финалу, зато што је било заказано за недељу.
Крезцлајн је, међутим, прекршио договор, изашао на скакалиште и за један сантиметар надмашио Принстајнов резултат из квалификација и освојио златну медаљу. Љут зато што је Крензлајн прекршио договор Принстајн је на церемонији доделе медаља напао свог ривала и ударио га шаком у главу.